# Secrétariat du Conseil du trésor
Le Secrétariat du Conseil du trésor est un comité permanent du Conseil exécutif du Québec, composé de cinq ministres, qui a pour fonction de soutenir les ministères et les organismes en matière de gestion des ressources dans la fonction publique.

## Historique
À l'entrée en vigueur du projet de loi 106 le Conseil du trésor transfère la gestion du registre des entreprises non admissibles aux marchés publics à l'Autorité des marchés publics nouvellement créée.

## Membres

### Membres actuels
- Sonia LeBel
  - Présidente du Conseil du trésor
  - Ministre responsable de l'Administration gouvernementale
- André Lamontagne
  - Vice-président du Conseil du trésor
  - Ministre de l’Agriculture, des Pêcheries et de l’Alimentation
  - Ministre responsable de la région du Centre-du-Québec
- Jean Boulet
  - Ministre du Travail
  - Ministre responsable de la région de la Mauricie, de la région de l'Abitibi-Témiscamingue et de la région du Nord-du-Québec
- Jonatan Julien
  - Ministre responsable des Infrastructures
  - Ministre responsable de la région de la Capitale-Nationale
- France-Élaine Duranceau
  - Ministre responsable de l’Habitation

### Liste des présidents
| Titulaire Parti                | Titulaire Parti                  | Début                          | Fin                            | Cabinet        |
| ------------------------------ | -------------------------------- | ------------------------------ | ------------------------------ | -------------- |
| Président du Conseil du trésor | Président du Conseil du trésor   | Président du Conseil du trésor | Président du Conseil du trésor | Bourassa (1)   |
|                                | Raymond Garneau Libéral          | 1er avril 1971                 | 26 novembre 1976               | Bourassa (1)   |
|                                | Jacques Parizeau Parti québécois | 26 novembre 1976               | 30 avril 1981                  | Lévesque       |
|                                | Yves Bérubé Parti québécois      | 30 avril 1981                  | 5 mars 1984                    | Lévesque       |
|                                | Michel Clair Parti québécois     | 5 mars 1984                    | 3 octobre 1985                 | Lévesque       |
| 3 octobre 1985                 | Michel Clair Parti québécois     | 12 décembre 1985               | P.M. Johnson                   |                |
|                                | Paul Gobeil Libéral              | 12 décembre 1985               | 23 juin 1988                   | Bourassa (2)   |
|                                | Daniel Johnson Libéral           | 23 juin 1988                   | 11 janvier 1994                | Bourassa (2)   |
|                                | Monique Gagnon-Tremblay Libéral  | 11 janvier 1994                | 26 septembre 1994              | Johnson (fils) |
|                                | Pauline Marois Parti québécois   | 26 septembre 1994              | 3 novembre 1995                | Parizeau       |
|                                | Jacques Léonard Parti québécois  | 3 novembre 1995                | 29 janvier 1996                | Parizeau       |
| 29 janvier 1996                | Jacques Léonard Parti québécois  | 8 mars 2001                    | Bouchard                       |                |
|                                | Sylvain Simard Parti québécois   | 8 mars 2001                    | 30 janvier 2002                | Landry         |
|                                | Joseph Facal Parti québécois     | 30 janvier 2002                | 29 avril 2003                  | Landry         |
|                                | Monique Jérôme-Forget Libéral    | 29 avril 2003                  | 18 décembre 2008               | Charest        |
|                                | Monique Gagnon-Tremblay Libéral  | 18 décembre 2008               | 11 août 2010                   | Charest        |
|                                | Michelle Courchesne Libéral      | 11 août 2010                   | 19 septembre 2012              | Charest        |
|                                | Stéphane Bédard Parti québécois  | 19 septembre 2012              | 23 avril 2014                  | Marois         |
|                                | Martin Coiteux Libéral           | 23 avril 2014                  | 28 janvier 2016                | Couillard      |
|                                | Sam Hamad Libéral                | 28 janvier 2016                | 2 avril 2016                   | Couillard      |
|                                | Carlos J. Leitão Libéral         | 2 avril 2016                   | 16 janvier 2017                | Couillard      |
|                                | Pierre Moreau Libéral            | 16 janvier 2017                | 11 octobre 2017                | Couillard      |
|                                | Pierre Arcand Libéral            | 11 octobre 2017                | 18 octobre 2018                | Couillard      |
|                                | Christian Dubé Coalition avenir  | 18 octobre 2018                | 22 juin 2020                   | Legault        |
|                                | Sonia LeBel Coalition avenir     | 22 juin 2020                   | En fonction                    | Legault        |

## Structure

### Organisation administrative
- Bureau du secrétaire
- Greffe
- Sous-secrétariat à la performance et à l’application de la Loi sur l’administration publique
- Sous-secrétariat aux infrastructures publiques
- Sous-secrétariat aux marchés publics
- Sous-secrétariat aux politiques budgétaires et aux programmes
- Sous-secrétariat aux ressources humaines gouvernementales
- Bureau de la négociation gouvernementale
- Direction générale de l’administration
- Direction principale des ressources humaines
- Direction de l’audit interne
- Secrétariat à la Capitale-Nationale

### Organismes liés
- Autorité des marchés publics
- Centre d'acquisitions gouvernementales
- Commission de la capitale nationale
- Commission de la fonction publique
- Office des professions du Québec
- Société québécoise des infrastructures

#### Anciens organismes liés
- Centre de services partagés du Québec (CSPQ) jusqu'à son remplacement par le Centre d'acquisitions gouvernementales ;
- Commission administrative des régimes de retraite et d'assurances (CARRA) de juillet 1983 à décembre 2015 ;
  - Le Conseil du trésor est également chargé de l'administration de la Commission administrative du régime de retraite (CARR) d'octobre 1981 à juin 1983[2];
- Société immobilière du Québec (SIQ) de septembre 1994 à son remplacement par la Société québécoise des infrastructures en 2013[3],[4] ;
- Services Québec[4] d'octobre 2010 à décembre 2012.

Le Conseil du trésor reprend également les responsabilités du ministère des Services gouvernementaux lors de son abolition en octobre 2010.